# Hammered
| 전문가 평가 | 전문가 평가 |
| 평가 점수   | 평가 점수   |
| 출처        | 점수        |
| ----------- | ----------- |
| AllMusic    | [ 2 ]       |

《Hammered》는 2002년 4월 9일, 스팀해머를 통해 발매된 영국의 헤비 메탈 밴드 모터헤드의 열여섯 번째 스튜디오 음반으로, 레이블과 함께 브론즈 레코드 시대의 오리지널 정규 음반 발매 총계를 제쳤다. 또한 북미 및 기타 지역, 생츄어리 레코드 및 자회사 메탈이즈에서 배급되기 시작했다.

## 녹음
《Hammered》는 당시 새 생츄어리 레코드가 소유한 록 레이블인 메탈이즈에서 발매되었다. 이 음반은 할리우드힐스의 척 리드의 집에서 톰 파눈치오가 프로듀싱을 맡으며 녹음되었다. 이때까지 모터헤드는 드러머 미키 디, 기타리스트 필 캠벨, 오리지널 보컬리스트 겸 베이시스트 레미 킬미스터와 함께 여러 장의 음반을 3피스 형태로 녹음했다. 조엘 맥아이버의 회고록 《Overkill: The Untold Story of Motörhead》에서 디는 더 어두운 주제와 성찰적인 어조로 유명한 이 음반이 9·11 테러의 영향을 받았다고 말했다.
"이전 음반인 《We Are Motörhead》는 매우 딱딱하고 빨랐으며, 매우 공격적인 음반이었는데, 이번 음반은 그다지 공격적이지 않습니다. 저랑 필은 9월 10일에 LA로 날아가서 한 달 넘게 공포에 떨면서 곡을 썼어요 기분이 안 좋았죠 그래서 아마 이번 음반의 분위기와 관련이 있을 거예요. 나중에 생각해 봤어요. 이번 음반은 정말 분위기 있는 음반이에요, 알죠? 그리고 레미도 그가 멜로디를 작곡한 방식에서 마찬가지입니다."

## 커버 아트
소매 아티스트인 조 페타뇨는 커버 아트의 개념에 대해 다음과 같은 통찰력을 가졌다.
"원래 27년 된 기념일 디자인에 사용될 예정이었지만, 27년 된 기념일 디자인을 꺼내 실험했습니다. 레미가 처음 생각한 것은 바닥에 크로스 해머 두 개를 넣는 것이었는데 너무 러시아적이었어요. 그리고 우리는 결국 에이스를 선택했어요. 원래는 군모나 어깨에 금으로 땋은 머리였어요 그건 참 예뻐요. 가장 어려웠던 부분은 글자, 하이라이트, 그림자였습니다."

## 곡 목록
모든 곡들은 특별한 언급이 없는 한 레미 킬미스터, 필 캠벨, 미키 디에 의해 작사/작곡하였다.
| #   | 제목                    | 작사·작곡 | 재생 시간 |
| --- | ----------------------- | --------- | --------- |
| 1.  | 〈Walk a Crooked Mile〉 |           | 5:53      |
| 2.  | 〈Down the Line〉       |           | 4:23      |
| 3.  | 〈Brave New World〉     |           | 4:03      |
| 4.  | 〈Voices from the War〉 |           | 4:28      |
| 5.  | 〈Mine All Mine〉       |           | 4:12      |
| 6.  | 〈Shut Your Mouth〉     |           | 4:08      |
| 7.  | 〈Kill the World〉      |           | 3:39      |
| 8.  | 〈Dr. Love〉            |           | 3:49      |
| 9.  | 〈No Remorse〉          |           | 5:18      |
| 10. | 〈Red Raw〉             |           | 4:04      |
| 11. | 〈Serial Killer〉       | 킬미스터  | 1:45      |